# Vallée de Katmandou
La vallée de Katmandou se situe dans la région centre-orientale du Népal, à l'altitude moyenne de 1 350 mètres, et couvre une superficie d'environ 600 kilomètres carrés. Elle comprend la capitale du pays, Katmandou, une des trois anciennes villes royales de la vallée avec Patan (aussi appelée Lalitpur), qui jouxte Katmandou au sud de la rivière Bagmati, et Bhaktapur, à une quinzaine de kilomètres à l'est.

## Géographie
Au sud-ouest de la capitale, sur la route qui mène à la gorge de Chobhar et aux grottes de Chobhar, est situé le petit village de Chobhar, dont les origines remontent au XIIe siècle, et a une altitude de 1 240 mètres.
Plusieurs autres lieux saints du bouddhisme et de l'hindouisme composent la vallée, parmi lesquels :
- Le temple hindou de Pashupatinath au nord-est, près de l'aéroport.
- Le stūpa de Bodnath (ou Bouddhanath, ou Bauddha), haut lieu du bouddhisme, un des plus grands stūpas du monde.
- À l'ouest de Katmandou, le stūpa de Swayambhunath (ou Swayambhu) est à la fois vénéré par les bouddhistes et les hindous comme le plus ancien du Népal. À Chobhar, sont situés le temple Adinath et le monastère bouddhiste de Chobhar.

La vallée dispose du seul aéroport international du pays, Tribhuvan. Elle est traversée d'Ouest en Est par une route principale qui fait partie du réseau routier transasiatique (Numéro AH42). 
- vers l'ouest, elle sort de la vallée par Thankot, continue vers Naubise (en) où elle bifurque. La Prithvi highway (en) (NH17) continue vers l'Ouest vers Pokhara et la région des Annapurnas ; la Tribhuvan Highway (en) (NH02) part vers le sud (Inde), vers Hétauda, le parc national de Chitwan, dans le Teraï, et Birganj (frontière indienne),
- vers l'est, elle sort de la vallée par Nasiksthan Sanga (en) (Banepa (en)), continue vers Dulikhel et remontant vers le Nord arrive à Kodari, à la frontière du Tibet (Chine). Cette voie, appelée Araniko Raj Marg, a été baptisée Route Lhassa – Katmandou ("Friendship Highway", Autoroute de l'Amitié), par les Chinois.

## Démographie

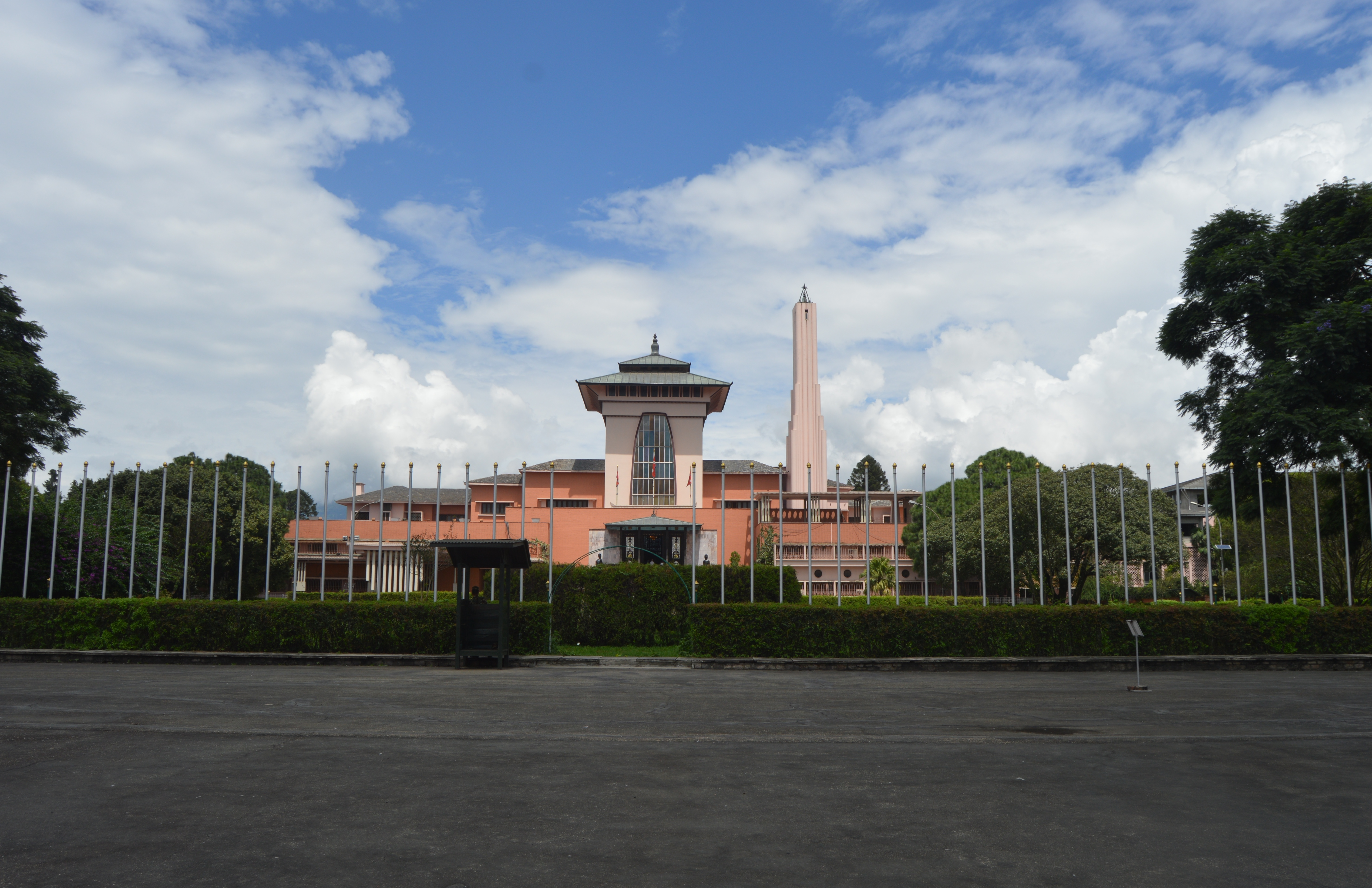
Palais royal de Narayanhiti, devenu musée

La population de la vallée s'est considérablement accrue dans les années 1950 et 1960, par l'arrivée de réfugiés tibétains qui se sont installés dans divers centres de Bodnath, Swayambhunath ou Patan. Mais aussi et surtout à la suite de la guerre civile menée par les maoïstes, proches des naxalites, dans les autres provinces du pays, qui a provoqué un exode massif des différentes ethnies du Népal, venues se réfugier dans la vallée tenue par l'armée royale. Des blocus de la vallée et des grèves à caractère obligatoire (bandhs) sont régulièrement organisés par la guérilla maoïste.
Une ethnie y est présente en grand nombre, ce sont les Newars, une des civilisations les plus brillantes de la région des Himalayas.

## Protection
La vallée de Katmandou est inscrite au patrimoine mondial de l'UNESCO depuis 1979, en tant qu'ensemble comprenant les sept sites suivants : la place du Darbâr de Katmandou, la place du Darbâr de Patan, la place du Darbâr de Bhaktapur, et les ensembles religieux de Swayambhu, Bauddhanath, Pashupati et Changu Narayan.

## Extensions possibles de protection
- Dakshinkali Temple (en) (temple de Kali de Dakshin), près de Pharping (en) (municipalité de Dakshinkali (en)), 25 km au sud de Katmandou
- Khokana, 9 km sud, district de Lalitpur
- Kirtipur, 20 km, sud-ouest, district de Katmandou : Bagh Bhairab, Chilancho Stupa (1515), Uma Maheshwar, Dipankar, Narayan, Palais royal...
- Panauti, 32 km est-sud-est, près de Dulikhel et de Bhaktapur, par Banepa (en) : vingtaine de temples (Indreshwar Mahadev, Unamanta Bhairav, Brahmayani, Krishna Narayan), musée
- Sankhu, 20 km est, municipalité de Shankharapur (en) (2014), pour la ville ancienne, le temple de Vajrayogini (au nord, en hauteur) et les temples et festivals associés

### 5 km
- Madhyapur Thimi (5 km Est), dont temple de Siddhikali (en), dédié à Kali, Shiva, Ganesh et Châmundâ
- Budhanilkantha (en) (Shiva au repos, couché sur les annaux d'Ananta), à 5 km N de Katmandou
- Bodnath, à 5 km NNE de Katmandou
- Godawari (Lalitpur) (en), et son remarquable jardin botanique, à 5 km SE

### 10 km
- Parc national de Shivapuri Nagarjun (2002, 159 km2, 10 km, N)
- Chandragiri (Katmandou) (de) (11 km, NO), Colline de Chandragiri (en) (2551 m), Chandragiri Cable Car (en) (2016, téléphérique), temple de Bhaleshwor Mahadev (en)
- Gokarneshwor Mahadev temple (en), à Gokarna (11/12 km NE)
- Temple de Changu Narayan (325), ou Ganesha Narayan, à environ 13 km de Katmandou et à 4 km au nord de Bhaktapur
- Sankhu (en) (/Sakma, 17 km Est-Nord-Est), ancienne ville newar, sans doute capitale de royaume (Durbar), Shree Swasthani Mata Temple, Salinadi Temple, festival, temple de Vajrayogini (en) (+3 km), Milarepa Cave...

### 20 km
- Temple de Sheshnarayan (en), près de Pharping, 20 km SO de Katmandou
- Banepa (en) (30 km, Est), 8 temples dédiés à Ganesh et 8 réservoirs, Chandeshwori Temple
- Panauti, 32 km ESE, 1500 m
- Nagarkot, 33 km E, 2200 m
- Dulikhel, 35 km ENE, 1550 m
- Namobuddha, monastère de Thrangu Tashi Yangtse (1978, 40 km, ENE, 1750 m)
- Bidur (60 km NO), Temple de Bhairabi à Nuwakot (en),  Palais de Nuwakot (en)

### Listes
- Liste de temples bouddhistes au Népal (en)
- Liste de temples hindouistes au Népal (en)
- Liste du patrimoine mondial au Népal
- Liste de monuments dans la province de Bagmati (en)